# Coalition de la gauche verte
La Coalition de la gauche verte (croate : Zeleno–lijeva koalicija) est une alliance politique croate de gauche représentée par six députés. Il est composé des partis politiques Nous pouvons !, Nouvelle gauche, Développement durable croate, ainsi que de partis locaux de la ville de Zagreb, comme Zagreb est nôtre, et Za Grad. Elle promeut l'écosocialisme sur les questions économiques et écologiques et le progressisme sur les questions sociales.

## Histoire

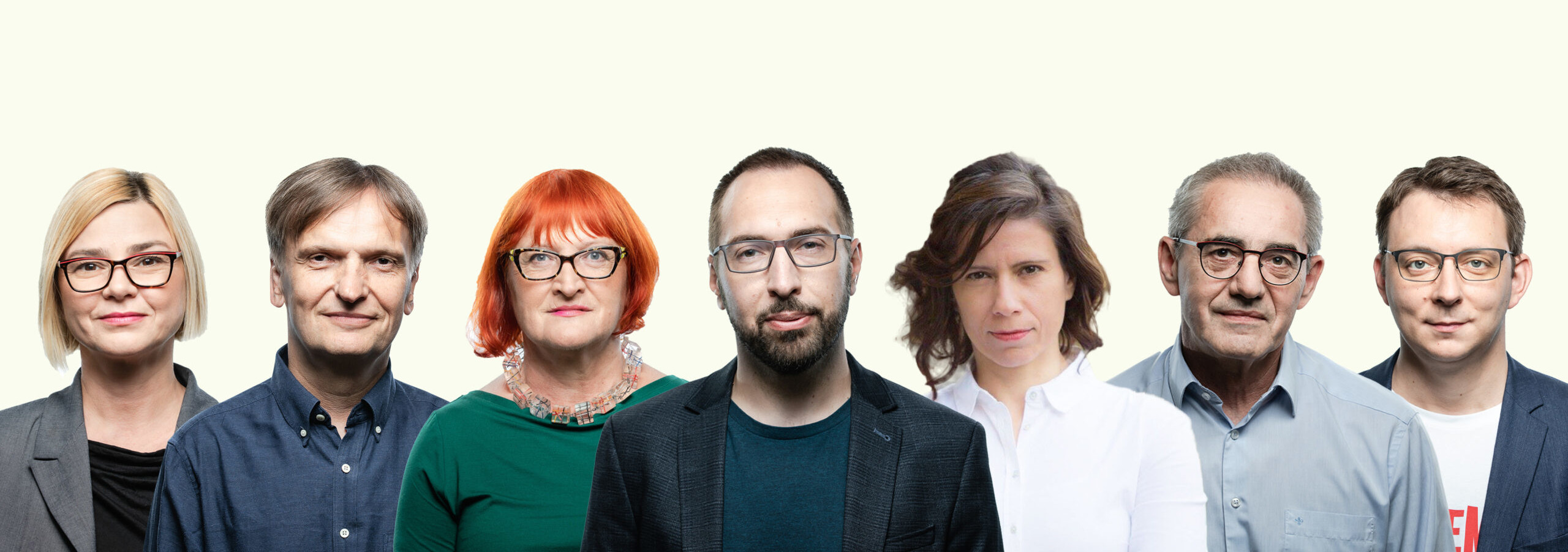
Les sept députés de la Coalition de la gauche verte, élus lors des élections législatives croates de 2020.

La Coalition de la gauche verte a été formée en 2017 pour les élections municipales de Zagreb en tant que Bloc de gauche (croate : Lijevi blok). Elle remporte 4 sièges sur 51 et se profile alors comme l'opposition la plus virulente au maire Milan Bandić et sa coalition municipale,.
Pour les élections au Parlement européen de 2019, les membres de l'alliance politique continuent de collaborer,. La coalition obtient le soutien du Groupe des Verts et du Groupe de la Gauche du Parlement européen et s'y affilie. Créditée de seulement 2,03 % des voix exprimées, elle ne remporte aucun siège.
À l'amont des élections législatives nationales de 2020, la coalition change son nom en Coalition de la gauche verte. La coalition commence à monter dans les sondages dès le début de la campagne et à recevoir une couverture médiatique quotidienne. En juin 2020, le député indépendant Bojan Glavašević rejoint les ranges de Nous pouvons ! et l'alliance électorale. Mile Kekin, la figure de proue du groupe de punk rock Hladno pivo, l'un des groupes de musique les plus populaires du pays, et sa femme Ivana ont également rejoint la liste du parti, se disant socialistes et préoccupés par le manque de politiques sociales du parti de centre-gauche SDP. Kekin est également l'auteur de la chanson Happy People qui a été utilisée pour promouvoir la campagne de la coalition. L'éminent dramaturge et interprète Mario Kovač s'est également joint en tant que candidat de la coalition. 
La campagne de la Coalition de la gauche verte aux élections législatives nationales a également été soutenue par un certain nombre de personnalités publiques, dont les musiciens Damir Urban, Ljiljana Nikolovska et Davor Tolja, les journalistes {Vedrana Rudan, Tomislav Jaki} et Viktor Ivančić, les artistes Slaven Tolj et Damir Nikšić et l'actrice et militante Jane Fonda. La coalition a également reçu le soutien des Socialistes démocrates d'Amérique, du Parti de la gauche européenne, et des Verts européens, ainsi que d'organisations politiques des pays voisins, telles que La Gauche de Slovénie, l'Action unitaire de réforme du Monténégro, l'Union sociale-démocrate de Serbie et Ne laissez pas tomber Belgrade. La Coalition est arrivée cinquième aux élections législative nationales, remportant environ 7 % des voix et obtenant 7 sièges au sein du Parlement croate qui en compte 151. En décembre 2020, le Front des travailleurs et son unique député quittent la coalition en raison du conflit avec d'autres partis. La coalition ne dispose donc plus que de 6 sièges au parlement.
Lors des élections municipales de Zagreb de 2021, la Coalition de la gauche verte fait une percée fulgurante. Crédité de 40,83 % des suffrages exprimés, elle remporte 23 des 47 sièges de l'assemblée municipale. La coalition dirige alors la nouvelle coalition municipale de Zagreb et son député Tomislav Tomašević en devient maire.

## Composition
| Partis membre | Partis membre   | Idéologie                                  | Positionnement politique | Parlement croate | Parlement européen | Assemblée municipale de Zagreb |
| ------------- | --------------- | ------------------------------------------ | ------------------------ | ---------------- | ------------------ | ------------------------------ |
|               | Nous pouvons !  | Écosocialisme, progressisme social         | Gauche                   | 4 / 151          | 0 / 12             | 19 / 47                        |
|               | Nouvelle gauche | Social-démocratie, socialisme démocratique | Centre-gauche à gauche   | 1 / 151          | 0 / 12             | 3 / 47                         |
|               | ORaH            | Écologie politique, progressisme social    | Centre-gauche à gauche   | 0 / 151          | 0 / 12             | 1 / 47                         |

### Anciens membres
| Nom du parti | Nom du parti           | Idéologie                                                         | Positionnement politique | Membre    |
| ------------ | ---------------------- | ----------------------------------------------------------------- | ------------------------ | --------- |
|              | Front des travailleurs | Socialisme démocratique, progressisme social, populisme de gauche | Gauche à extrême gauche  | 2017-2020 |

## Performances électorales

### Parlement de Croatie
| Année | Vote populaire | % du vote populaire | Nombre total de sièges remportés | Changement de siège | Gouvernement |
| ----- | -------------- | ------------------- | -------------------------------- | ------------------- | ------------ |
| 2020  | 116 480        | 6,99 %              | 7 / 151                          | 7                   | Opposition   |

### Assemblée municipale de Zagreb
| Année | Vote populaire | % du vote populaire | Nombre total de sièges remportés | Changement de siège | Gouvernement |
| ----- | -------------- | ------------------- | -------------------------------- | ------------------- | ------------ |
| 2017  | 24 706         | 7,64 %              | 4 / 51                           | 4                   | Opposition   |
| 2021  | 130 850        | 40,83 %             | 23 / 47                          | 19                  | Gouvernement |

### Parlement européen
| Année | Votes populaires | % des votes populaires | Nombre total de sièges remportés | Coalition                                                    | Affiliation |
| ----- | ---------------- | ---------------------- | -------------------------------- | ------------------------------------------------------------ | ----------- |
| 2019  | 19 313           | 1,80 %                 | 0 / 12                           | Nous pouvons! / ORaH / Nouvelle Gauche                       | EGP - GUE   |
| 2019  | 2,622            | 0,24 %                 | 0 / 12                           | Front des travailleurs / Parti ouvrier socialiste de Croatie | GUE - EACL  |